# WTA-toernooi van Pattaya
Het WTA-toernooi van Pattaya was een jaarlijks terugkerend tennistoernooi voor vrouwen dat werd georganiseerd in de Thaise badplaats Pattaya. De officiële naam van het toernooi was laatstelijk PTT Thailand Open. Daarvoor heette het zes jaar lang PTT Pattaya Open.
De WTA organiseerde het toernooi dat in de categorie "International" viel en werd gespeeld op hardcourtbanen.
Het toernooi werd in 1991 opgenomen in de WTA-tour en is sindsdien jaarlijks gespeeld, met uitzondering van 2004. Het toernooi is in de loop der jaren tweemaal verschoven op de tourkalender. Van 1991 tot en met 1994 werd het toernooi georganiseerd in april, van 1995 tot en met 2003 in november en sinds 2005 in de eerste week van februari. Vanaf de eerste editie is het toernooi steeds gehouden op dezelfde locatie: het Dusit Thani Hotel, met drie wedstrijdbanen en drie trainingsbanen.

## Officiële namen
- 1991–1995: Volvo Open
- 1996–2003: Volvo Women's Open
- 2004: (niet georganiseerd)
- 2005: Volvo Women's Open
- 2006: Pattaya Women's Open by Yaris
- 2007: Pattaya Open
- 2008: Pattaya Women's Open
- 2009–2014: PTT Pattaya Open
- 2015: PTT Thailand Open

## Meervoudig winnaressen enkelspel
| speelster          | aantal titels | in de jaren      |
| ------------------ | ------------- | ---------------- |
| Daniela Hantuchová | 3             | 2011, 2012, 2015 |
| Yayuk Basuki       | 2             | 1991, 1993       |
| Sabine Appelmans   | 2             | 1992, 1994       |
| Henrieta Nagyová   | 2             | 1997, 2003       |
| Vera Zvonarjova    | 2             | 2009, 2010       |

## Finales

### Enkelspel
| Datum      | Naam                 | Cat.          | ($)     | Ondergrond        | Winnares             | Verliezend finaliste | Uitslag       |         |
| ---------- | -------------------- | ------------- | ------- | ----------------- | -------------------- | -------------------- | ------------- | ------- |
| 1991-04-15 | Volvo Open           | Tier V        | 75.000  | hardcourt, buiten | Yayuk Basuki         | Naoko Sawamatsu      | 6-2, 6-2      | details |
| 1992-04-13 | Volvo Open           | Tier V        | 100.000 | hardcourt, buiten | Sabine Appelmans     | Andrea Strnadová     | 7-5, 3-6, 7-5 | details |
| 1993-04-12 | Volvo Open           | Tier IV       | 100.000 | hardcourt, buiten | Yayuk Basuki         | Marianne Werdel      | 6-3, 6-1      | details |
| 1994-04-11 | Volvo Open           | Tier IV       | 100.000 | hardcourt, buiten | Sabine Appelmans     | Patty Fendick        | 6-7, 7-6, 6-2 | details |
| 1995-11-13 | Volvo Open           | Tier IV       | 107.500 | hardcourt, buiten | Barbara Paulus       | Yi Jingqian          | 6-4, 6-3      | details |
| 1996-11-18 | Volvo Women’s Open   | Tier IV       | 107.500 | hardcourt, buiten | Ruxandra Dragomir    | Tamarine Tanasugarn  | 7-6, 6-4      | details |
| 1997-11-17 | Volvo Women’s Open   | Tier IV       | 107.500 | hardcourt, buiten | Henrieta Nagyová     | Dominique Van Roost  | 7-5, 6-7, 7-5 | details |
| 1998-11-16 | Volvo Women’s Open   | Tier IV       | 107.500 | hardcourt, buiten | Julie Halard-Decugis | Li Fang              | 6-1, 6-2      | details |
| 1999-11-15 | Volvo Women’s Open   | Tier IVb      | 112.500 | hardcourt, buiten | Magdalena Maleeva    | Anne Kremer          | 4-6, 6-1, 6-2 | details |
| 2000-11-13 | Volvo Women’s Open   | Tier IVb      | 110.000 | hardcourt, buiten | Anne Kremer          | Tatjana Panova       | 6-1, 6-4      | details |
| 2001-11-05 | Volvo Women’s Open   | Tier V        | 110.000 | hardcourt, buiten | Patty Schnyder       | Henrieta Nagyová     | 6-0, 6-4      | details |
| 2002-11-04 | Volvo Women’s Open   | Tier V        | 110.000 | hardcourt, buiten | Angelique Widjaja    | Cho Yoon-jeong       | 6-2, 6-4      | details |
| 2003-11-03 | Volvo Women’s Open   | Tier V        | 110.000 | hardcourt, buiten | Henrieta Nagyová     | Ľubomíra Kurhajcová  | 6-4, 6-2      | details |
| 2005-01-31 | Volvo Women’s Open   | Tier IV       | 170.000 | hardcourt, buiten | Conchita Martínez    | Anna-Lena Grönefeld  | 6-3, 3-6, 6-3 | details |
| 2006-02-06 | Pattaya Women's Open | Tier IV       | 170.000 | hardcourt, buiten | Shahar Peer          | Jelena Kostanić      | 6-3, 6-1      | details |
| 2007-02-05 | Pattaya Open         | Tier IV       | 170.000 | hardcourt, buiten | Sybille Bammer       | Gisela Dulko         | 7-5, 3-6, 7-5 | details |
| 2008-02-04 | Pattaya Women's Open | Tier IV       | 170.000 | hardcourt, buiten | Agnieszka Radwańska  | Jill Craybas         | 6-2, 1-6, 7-6 | details |
| 2009-02-09 | PTT Pattaya Open     | International | 220.000 | hardcourt, buiten | Vera Zvonarjova      | Sania Mirza          | 7-5, 6-1      | details |
| 2010-02-01 | PTT Pattaya Open     | International | 220.000 | hardcourt, buiten | Vera Zvonarjova      | Tamarine Tanasugarn  | 6-4, 6-4      | details |
| 2011-02-07 | PTT Pattaya Open     | International | 220.000 | hardcourt, buiten | Daniela Hantuchová   | Sara Errani          | 6-0, 6-2      | details |
| 2012-02-06 | PTT Pattaya Open     | International | 220.000 | hardcourt, buiten | Daniela Hantuchová   | Maria Kirilenko      | 6-7, 6-3, 6-3 | details |
| 2013-01-28 | PTT Pattaya Open     | International | 235.000 | hardcourt, buiten | Maria Kirilenko      | Sabine Lisicki       | 5-7, 6-1, 7-6 | details |
| 2014-01-27 | PTT Pattaya Open     | International | 250.000 | hardcourt, buiten | Jekaterina Makarova  | Karolína Plíšková    | 6-3, 7-6      | details |
| 2015-02-09 | PTT Thailand Open    | International | 250.000 | hardcourt, buiten | Daniela Hantuchová   | Ajla Tomljanović     | 3-6, 6-3, 6-4 | details |

### Dubbelspel
| Datum      | Naam                 | Cat.          | ($)     | Ondergrond        | Winnaressen                            | Verliezend finalistes                  | Uitslag          |         |
| ---------- | -------------------- | ------------- | ------- | ----------------- | -------------------------------------- | -------------------------------------- | ---------------- | ------- |
| 1991-04-15 | Volvo Open           | Tier V        | 75.000  | hardcourt, buiten | Nana Miyagi Suzanna Wibowo             | Rika Hiraki Akemi Nishiya              | 6-1, 6-4         | details |
| 1992-04-13 | Volvo Open           | Tier V        | 100.000 | hardcourt, buiten | Isabelle Demongeot Natalia Medvedeva   | Pascale Paradis Sandrine Testud        | 6-1, 6-1         | details |
| 1993-04-12 | Volvo Open           | Tier IV       | 100.000 | hardcourt, buiten | Cammy MacGregor Catherine Suire        | Patty Fendick Meredith McGrath         | 6-3, 7-6         | details |
| 1994-04-11 | Volvo Open           | Tier IV       | 100.000 | hardcourt, buiten | Patty Fendick Meredith McGrath         | Yayuk Basuki Nana Miyagi               | 7-6, 3-6, 6-3    | details |
| 1995-11-13 | Volvo Open           | Tier IV       | 107.500 | hardcourt, buiten | Jill Hetherington Kristine Radford     | Kristin Godridge Nana Miyagi           | 2-6, 6-4, 6-3    | details |
| 1996-11-18 | Volvo Women’s Open   | Tier IV       | 107.500 | hardcourt, buiten | Miho Saeki Yuka Yoshida                | Tina Križan Nana Miyagi                | 6-2, 6-3         | details |
| 1997-11-17 | Volvo Women’s Open   | Tier IV       | 107.500 | hardcourt, buiten | Kristine Kunce Corina Morariu          | Florencia Labat Dominique Van Roost    | 6-3, 6-4         | details |
| 1998-11-16 | Volvo Women’s Open   | Tier IV       | 107.500 | hardcourt, buiten | Els Callens Julie Halard-Decugis       | Rika Hiraki Aleksandra Olsza           | 3-6, 6-2, 6-2    | details |
| 1999-11-15 | Volvo Women’s Open   | Tier IVb      | 112.500 | hardcourt, buiten | Åsa Carlsson Émilie Loit               | J Koelikovskaja Patricia Wartusch      | 6-1, 6-4         | details |
| 2000-11-13 | Volvo Women’s Open   | Tier IVb      | 110.000 | hardcourt, buiten | Yayuk Basuki Caroline Vis              | Tina Križan Katarina Srebotnik         | 6-3, 6-3         | details |
| 2001-11-05 | Volvo Women’s Open   | Tier V        | 110.000 | hardcourt, buiten | Åsa Svensson Iroda Tulyaganova         | Liezel Huber Wynne Prakusya            | 4-6, 6-3, 6-3    | details |
| 2002-11-04 | Volvo Women’s Open   | Tier V        | 110.000 | hardcourt, buiten | Kelly Liggan Renata Voráčová           | L Krasnoroetskaja Tatjana Panova       | 7-5, 7-6         | details |
| 2003-11-03 | Volvo Women’s Open   | Tier V        | 110.000 | hardcourt, buiten | Li Ting Sun Tiantian                   | Wynne Prakusya Angelique Widjaja       | 6-4, 6-3         | details |
| 2005-01-31 | Volvo Women’s Open   | Tier IV       | 170.000 | hardcourt, buiten | Marion Bartoli Anna-Lena Grönefeld     | Marta Domachowska Silvija Talaja       | 6-3, 6-2         | details |
| 2006-02-06 | Pattaya Women's Open | Tier IV       | 170.000 | hardcourt, buiten | Li Ting Sun Tiantian                   | Yan Zi Zheng Jie                       | 3-6, 6-1, 7-6    | details |
| 2007-02-05 | Pattaya Open         | Tier IV       | 170.000 | hardcourt, buiten | Nicole Pratt Mara Santangelo           | Chan Yung-jan Chuang Chia-jung         | 6-4, 7-6         | details |
| 2008-02-04 | Pattaya Women's Open | Tier IV       | 170.000 | hardcourt, buiten | Chan Yung-jan Chuang Chia-jung         | Hsieh Su-wei Vania King                | 6-4, 6-3         | details |
| 2009-02-09 | PTT Pattaya Open     | International | 220.000 | hardcourt, buiten | Jaroslava Sjvedova Tamarine Tanasugarn | Joelija Bejhelzymer Vitalia Djatsjenko | 6-3, 6-2         | details |
| 2010-02-01 | PTT Pattaya Open     | International | 220.000 | hardcourt, buiten | Marina Erakovic Tamarine Tanasugarn    | Anna Tsjakvetadze Ksenija Pervak       | 7-5, 6-1         | details |
| 2011-02-07 | PTT Pattaya Open     | International | 220.000 | hardcourt, buiten | Sara Errani Roberta Vinci              | Sun Shengnan Zheng Jie                 | 3-6, 6-3, [10-5] | details |
| 2012-02-06 | PTT Pattaya Open     | International | 220.000 | hardcourt, buiten | Sania Mirza Anastasia Rodionova        | Chan Hao-ching Chan Yung-jan           | 3-6, 6-1, [10-8] | details |
| 2013-01-28 | PTT Pattaya Open     | International | 235.000 | hardcourt, buiten | Kimiko Date-Krumm Casey Dellacqua      | Akgul Amanmuradova Aleksandra Panova   | 6-3, 6-2         | details |
| 2014-01-27 | PTT Pattaya Open     | International | 250.000 | hardcourt, buiten | Peng Shuai Zhang Shuai                 | Alla Koedrjavtseva Anastasia Rodionova | 3-6, 7-6, [10-6] | details |
| 2015-02-09 | PTT Thailand Open    | International | 250.000 | hardcourt, buiten | Chan Hao-ching Chan Yung-jan           | Shuko Aoyama Tamarine Tanasugarn       | 2-6, 6-4, [10-3] | details |

1991 · 1992 · 1993 · 1994 · 1995 · 1996 · 1997 · 1998 · 1999 · 2000 · 2001 · 2002 · 2003 · 2004 · 2005 · 2006 · 2007 · 2008 · 2009 · 2010 · 2011 · 2012 · 2013 · 2014 · 2015
ITF-toernooien (mannen en vrouwen)

ATP-toernooien (mannen) – ATP-seizoen 2025

WTA-toernooien (vrouwen) – WTA-seizoen 2025

Voormalige toernooien mannen
Voormalige toernooien vrouwen
Voormalige amateurtoernooien